# Las Manzanas, Hidalgo
Las Manzanas är en ort i Mexiko.   Den ligger i kommunen Tlahuiltepa och delstaten Hidalgo, i den sydöstra delen av landet, 150 km norr om huvudstaden Mexico City. Las Manzanas ligger 1 627 meter över havet och antalet invånare är 192.
Terrängen runt Las Manzanas är kuperad österut, men västerut är den bergig. Runt Las Manzanas är det ganska glesbefolkat, med 22 invånare per kvadratkilometer. Närmaste större samhälle är Cardonal, 18,2 km söder om Las Manzanas. I omgivningarna runt Las Manzanas växer i huvudsak blandskog.